# Raión de Dmitrovsk
El raión de Dmitrovsk (ruso: Дмитро́вский райо́н) es un distrito administrativo y municipal (raión) ruso perteneciente a la óblast de Oriol. Se ubica en el suroeste de la óblast. Su capital es Dmitrovsk.
En 2023, el raión tenía una población de 10 480 habitantes.
El raión es limítrofe al sur con la óblast de Kursk y al oeste con la óblast de Briansk.

## Subdivisiones
Comprende la ciudad de Dmitrovsk (la capital, que forma un ayuntamiento urbano sin pedanías) y 127 localidades rurales. Estas últimas se agrupan en los siguientes doce asentamientos rurales:
- Aléshinka
- Beriózovka (con capital en Deviátino)
- Borodinó
- Gorbunovka
- Dolbiónkino
- Domaja
- Druzhno
- Lubianki
- Máloye Bobrovo
- Plóskoye
- Solómino (con capital en Bychkí)
- Stolbishche (con capital en Krásnoye Znamia)